# Dafydd ap Gruffydd

Dafydds Wappen

Dafydd ap Gruffydd oder David ap Gruffydd (* 1235; † 1283) war von 1282 bis 1283 Fürst von Wales. Seinem im Krieg gegen England getöteten Bruder Llywelyn ap Gruffydd nachfolgend, war er der letzte walisische Herrscher auf dem Thron von Wales. Gemeinhin wird allerdings Llywelyn als der letzte Fürst von Wales angesehen (daher dessen Beiname Ein Llyw Olaf – oder englisch the Last, wörtlich: „unser letzter Anführer“), da Dafydd seine Herrschaft nicht mehr ausüben konnte.
Dafydd war Fürst von Gwynedd, der dritte Sohn von Gruffydd ap Llywelyn Fawr und dessen Gattin Senena und somit Enkel Llywelyns des Großen. Er war ehrgeizig und unbeständig in seiner Loyalität. Während seines Aufstiegs schwankte er immer wieder zwischen einer Allianz mit seinem älteren Bruder Llywelyn und der Unterstützung des jeweiligen Königs von England. Nach der Niederlage Llywelyns gegen Eduard I. von England 1277 heiratete er zunächst die mit dem König verwandte Elisabeth de Ferrers, Tochter von William de Ferrers, 5. Earl of Derby, zeigte sich aber bald darauf unzufrieden und begann schließlich im März 1282 einen erneuten Aufstand gegen die englische Oberherrschaft, indem er das englische Hawarden Castle angriff. Dieser Angriff verursachte einen Konflikt mit England und besiegelte das Schicksal der Freiheit von Wales. Llywelyn unterstützte seinen Bruder und setzte sich bald an die Spitze der Bewegung, wurde aber in der Schlacht von Orewin Bridge getötet. Als letzter Fürst von Gwynedd und Wales und nur wenige Monate über den Tod seines Bruders hinaus herrschend, wurde Dafydd, während er Zuflucht vor den Engländern in den Bergen von Gwynedd suchte, gefangen genommen und erhängt, ausgeweidet und gevierteilt. Dies geschah aller Wahrscheinlichkeit nach in der Stadt Shrewsbury. Das über ihn gefällte Urteil, so wird vermutet, war das erste, dem das Prädikat „Hochverrat“ anhing. 
Dafydds Tochter Gwladys wurde, wie auch Llywelyns Tochter Prinzessin Gwenllian, in ein englisches Kloster gesandt (Gwenllian nach Sempringham, Gwladys nach Sixhills), wo sie 1336 starb. Seine beiden Söhne wurden bis an ihr Lebensende (1325 bzw. 1328) auf der Burg von Bristol gefangengehalten.